# Joel Gion
Joel Gion (né le 20 novembre 1970) est un percussionniste rock américain issu du mouvement indépendant de San Francisco.

## Carrière musicale
Membres des Dilettantes basé à San Francisco, mais surtout de Brian Jonestown Massacre, il y joue du tambourin et participe occasionnellement aux chœurs et à la composition. 
Il apparaît dans le film-documentaire Dig! de 2004, ainsi que sur la pochette du DVD et celle de l'album Thank God For Mental Illness. 
Bien qu'Anton Newcombe se soit vite imposé comme le meneur de la troupe, Joel prévaut comme un de ses piliers, tant dans l'aspect loufoque qu'il apportera à l'univers du groupe que dans sa longue présence (quasi constante) au sein de celui-ci, de 1994 à 1999, puis de 2004 à aujourd'hui.
Il fait un caméo dans la série Gilmore Girls, où il interprète son propre rôle de joueur de tambourin au sein du groupe factice Hep Alien.
En parallèle de sa participation au sein des Brian Jonestown Massacre, il entame une carrière solo en 2011, en sortant un premier Ep sans titre. En 2012, il sort le singleYES. En 2013, il forme un nouveau groupe, Joel Gion & The Primary Colours. Son premier album solo, Apple Bonkers, sort en août 2014.